# Massimo Ceccoli
Massimo Ceccoli (1º gennaio 1964) è un ex calciatore sammarinese, di ruolo centrocampista.

## Carriera

### Club
Ha giocato in Italia con la Marignanese.

### Nazionale
Conta 5 presenze in Nazionale ottenute nel biennio 1990-1991.